# Umile Francesco Peluso
Umile Francesco Peluso (Luzzi, 29 ottobre 1915 – Paola, 2 marzo 2013) è stato un politico italiano.

## Biografia
Figlio unico di Salvatore, contadino, e Maria Cristina D'Amico, perde il padre militare al fronte nella prima guerra mondiale. Trasferitosi a Novara per studiare in seminario, rientra dopo breve tempo nel paese natale per frequentare le scuole pubbliche. Come orfano di guerra ottiene l'ingresso alla Scuola militare Nunziatella dove si diploma, e in seguito, decidendo di abbandonare la carriera militare, si iscrive alla facoltà di Lettere e Storia all'Università degli Studi di Napoli Federico II dove si laurea a pieni voti.
Nel 1944 torna a Luzzi dove decide di iscriversi al clandestino Partito Comunista d'Italia, collaborando come giornalista al periodico politico locale. Eletto sindaco di Luzzi dal 1956 al 1964, viene riconfermato nella carica nel 1980. Nel 1972 è al Senato, carica ricoperta anche nella successiva legislatura.

### Vita privata
Sposatosi nel 1945 con Claudia Vivacqua, ha avuto quattro figli.